# Revoltes de Musa Taychi'ut i Zinda Hasham Aparti
Les revoltes de Musa Taychi'ut i Zinda Hasham Aparti foren unes rebel·lions iniciades formalment per l'amir Musa Taychi'ut i per Zinda Hasham Apardi (Zinde Khusham Aparti) i continuades només per aquest, en contra de Tamerlà, que acabava de accedir al poder absolut a Transoxiana (kanat de Txagatai) i que es van produir el 1370 i 1371.

## Primera revolta
Els historiadors expliquen que la primera circumstància desagradable que es va produir a l'inici del regnat de Tamerlà, va ser la rebel·lió del cap Zinde Khusham Aparti. Després de l'assassinat de Husayn tots els governants van ser confirmats en els seus càrrecs entre ells el governador de Sheburghan, que era Zinde Khusham (a mes es van prometre tres anys de tranquil·litat a amics i enemics sempre i quan es comportessin correctament) ; però, com que els ministres sospitaven que almenys alguns eren indignes de confiança van aconsellar eliminar-los.
Musa Taychi'ut era l'antic comandant en cap d'Amir Husayn; inicialment s'havia passat a Timur pocs mesos abans de la conquesta de Balkh però poc després, encara abans de la conquesta, va tornar a desertar i va fugir al Turquestan; a la mort d'Amir Husayn (1370), va enviar una disculpa i va demanar perdó i se li va concedir un salva conducte, del qual Musa no es va refiar i va acabar alçant-se en armes, sent ràpidament derrotat i refugiant-se amb Zinde Khusham.
Zinde Khusham va mostrar la seva hostilitat al nou senyor de Transoxiana, acollint a amir Musa Taychi'ut, amb el que havia lluitat ja que mentre Musa havia estat comandant en cap d'Amir Husayn, Zinde també havia estat un cap destacat de l'exèrcit de Husayn.
Això en la pràctica era una rebel·lió que Timur volia deixar passar per no donar als dos homes una excessiva importància. Simplement al no acudir Khusham al kurultai del juny del 1370 Timur li va enviar una invitació (invitació que li va encarregar de portar a l'amir Oljeitu Apardi -el amir mes vell de la tribu dels apardi i probablement considerat com una mena de cap honorífic de la tribu- que era parent seu, el qual es va excusar -com a màxim exponent de la tribu no es podia arriscar a fracassar en la tasca- i finalment fou el seu fill Khwaja Yusuf qui la va portar); la va rebre amb molt de respecte i va dir que acudiria però era fingit i no va fer cap pas.
Bayram Shah Arlat, que havia desertat d'Amir Husayn i havia fugit al Khurasan, assabentat de la mort del seu difunt senyor i la pujada al tron de Timur, va decidir anar a Samarcanda a presentar els seus respectes al nou senyor però fou interceptat per Zinde Khusham que sota pretensió d'hospitalitat, el va agafar i el va confinar. Timur al saber els fets, va enviar una altra invitació que li va portar Taban Bahadur, però aquest missatger fou empresonat. Això va provocar la ira de Timur que va preparar les coses per marxar cap a Sheburghan. Zinde al saber-ho es va alarmar molt i es va tancar al fort blanc de Sheburghan anomenat Sefid Dez, però quan va sentir els kourkesva escriure a amir Oljaitu per demanar el perdó i al cap d'uns dies, va enviar el seu germà petit, Islam Apardi (per servir a Timur) i a amir Musa, (que s'havia comportat traïdorament envers Timur) lligat de coll i mans a Samarcanda. Timur va perdonar immediatament a Amir Musa i li va donar el comandament de la seva pròpia tribu (però es va equivocar) i altres honors (robes i un banquet).

## Segona revolta
El segon incident del regnat de Timurfou una nova revolta de Zinde Khusham (desembre de 1370), aquesta vegada sol.
Deprés de la primera revolta en la que havia entregat a Musa, aviat Zinde Khusham va tornar a estar revoltat obertament. L'amir Musa, Abu l-Laith Samarcandi i Abu Ishaq (no s'especifica qui és però probablement es tractaria d'Abu Ishaq fill de Khidr Yasauri), i el fill del sayyid senyor de Tirmidh, el príncep Abu l-Maali, van participar al complot que tenia per objecte capturar o assassinar Timur mentre estava de cacera. Khanzada Abu l-Maali va tenir un somni en que se li anunciava la fi del món i que el Profeta el feia l'encarregat de revelar la veritat.
Un dia mentre el gran amir tenia a la ma un falcó, els quatre van atacar als seus servidors però Timur es va posar un tambor com a casc i va deixar el falcó per agafar l'espasa demanant ajut al mateix temps; veient que fracassaven van intentar fugir però foren agafats pels servidors; Timur va ordenar empresonar-los i va seguir la cacera. Quan va tornar a Samarcanda va ordenar portar als quatre presoners. Va perdonar a Abu al-Maali per ser descendent del Profeta; a Abu l-Laith per ser jove i d'ascendència àrab; a amir Musa per les connexions familiars (Timur estava casat amb la germana de Musa, anomenada Sarai Mulk Khatun, que abans havia estat casada amb Amir Husayn, i era filla del kan Ghazan) i a Zinde Khusham el va entregar al nou governador de Sheburghan, Myan Timur (Buyan Timur fill del seu seguidor personal Akbugha Naiman), per fer amb ell el que lliurement volgués. Manz diu que el va portar a Samarcanda on va morir poc després.
La versió de Yazdi es lleugerament diferent: El complot fou denunciat a Timur per algú que en va tenir notícia i el gran amir va cridar als implicats. Foren condemnats per traïció, però com que l'amir Musa era germà de la princesa Sarai Mulk (l'esposa de Timur) i que una filla de Timur, Akke Beghi, estava promesa a un fill de Musa, el va perdonar; a Abu l-Maali el va perdonar per ser descendent del profeta però ell i Abu l-Laith havien de marxar a l'Hedjaz (La Meca); un altre implicat es va salvar per la intercessió del seu parent Saif al-Din Barles. Timur va ordenar que li portessin lligat a Zinde que no s'havia presentat. A Tirmidh es va instal·lar un governador (daruga).

## Zinde Kusham alçat en armes (1370-1371)
Zinde Khusham va organitzar un saqueig de les hordes properes al seu territori i a finals de l'any el seus estaven saquejant les hordes que residien als voltants de Balkh i Tirmidh (moderna Termez). Al saber-ho, Timur va donar ordres als caps Khetai Bahadur i Arghun Shah (aquest nadiu de Burdalik, una vila de Transoxania propera al Jihun i al peu de la muntanya de Burdalik, a la comarca de Karshi) que marxessin immediatament amb les seves tropes a atacar a Zinde Khusham i a obligar-lo a restaurar tot el saqueig que havia pres; També va enviar dos altres destacaments a dreta i esquerra, per envoltar-lo, i l'exèrcit va atacar a la vora del riu als saquejadors que es retiraven precipitadament per un pont de vaixells a Tirmidh; quan ja havia passat el primer grup el pont fou sabotejat i quan va arribar el segon grup el pont es van enfonsar sense poder tornar enrere perquè ja havien arribat les forces timúrides que disparaven una pluja de fletxes; molts dels fugitius es van ofegar al riu i altres van ser assassinats o ferits; el bestiar saquejat fou recuperat. Zinde Khusham va `poder passar i fugir i va ser perseguit per Arghun Shah, gairebé fins a Sheburghan; però el rebel que havia assegurat al fort, va començar a fortificar-lo; la fortalesa va quedar envoltada i Arghun Shah va demanar reforços: Timur va enviar a amir Jaku Barles amb un reforç considerable. Jaku va creuar el Jihun i va anar cap a Sheburghan.
Amir Jaku va assetjar Sheburghan, però com que començava el hivern, només va poder bloquejar el lloc nominalment durant tres mesos en els que de fet va estar acampat a la zona. Al finalitzar aquest període, i curt de provisions, Zinde Khusham es va entregar a Jaku sota paraula de protecció i li va demanar d'intercedir per ell davant de Timur per obtenir el perdó, confiant en la misericòrdia del governant; Jaku va acompanyar a Zinde fins a Samarcanda; quan es va apropar a la ciutat fou rebut per els caps principals i tractat amb honor. Fou presentat a Timur i esperava que seria executat però fou perdonat i fins i tot va rebre regals i va passar al servei de Timur sent inclòs a la llista de oficials de la cort (vers març del 1371).